# مركب سيلينيوم عضوي

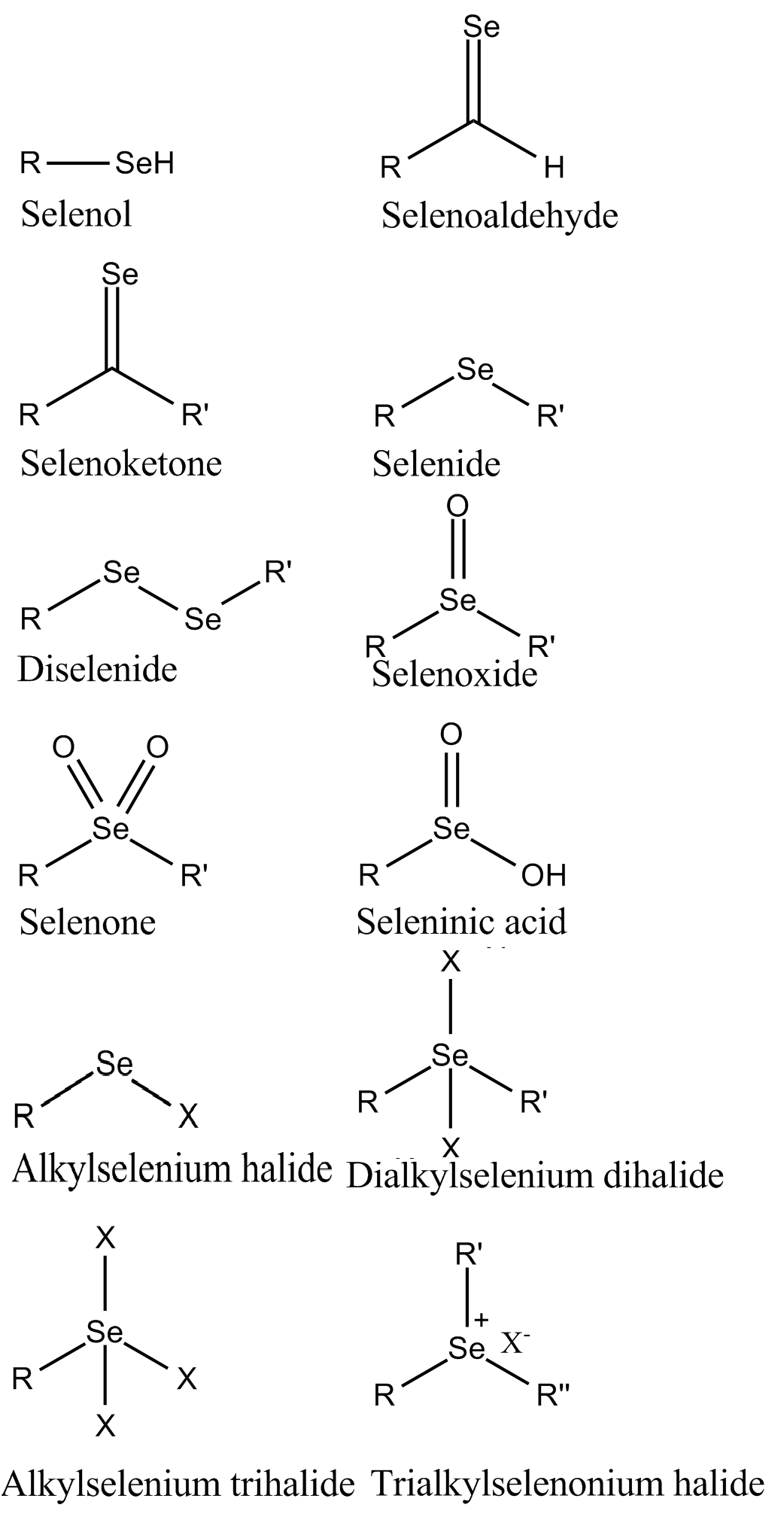
أمثلة على مركبات سيلينيوم عضوية

مركبات السيلينيوم العضوية هي مركبات كيميائية حاوية على رابطة كيميائية بين عنصري الكربون والسيلينيوم Se-C؛ وتهتم كيمياء السيلينوم العضوية بدراسة تلك المركبات وخواصها وتفاعلاتها. يمكن أن يعثر على مركبات السيلينيوم العضوية في الطبيعة، وذلك سواء في المياه أو على اليابسة في التربة والرسوبيات.
تكون حالة الأكسدة +2 هي السائدة في مركبات السيلينيوم العضوية. تضعف الرابطة بين الكربون وعناصر المجموعة السادسة عشر هبوطاً في المجموعة من الأعلى والأسفل، لذلك فالرابطة بين السيلينيوم والكربون (234 كيلوجول/مول) أضعف مثلاً من الرابطة بين الكربون والكبريت (272 كيلوجول/مول)؛ وهذا ما يترجم بمعيار طول الرابطة، فالرابطة C−Se طولها 198 بيكومتر، في حين أن الرابطة C−S طولها 181 بيكومتر. يعد مركب سيلينيد ثنائي الإيثيل أول مركبات السيلينيوم العضوية المكتشفة، وذلك سنة 1836.